# ميان تنغان (كوهمرة خامي)
میان تنغان (بالفارسية: میان تنگان) هي قرية تقع في إيران في قسم كوهمرة خامي الريفي. يقدر عدد سكانها بـ 39 نسمة .